# Premiul Globul de Aur pentru cel mai bun regizor
Premiul Globul de Aur pentru cel mai bun regizor este un premiu din cadrul galei Globul de Aur care se acordă anual, încă din 1943. Până la ediția din 2023, premiile au fost organizate de către Asociația Presei Străine de la Hollywood, o organizație compusă din jurnaliști care acoperă industria cinematografică din Statele Unite pentru publicații cu sediul în afara Americii de Nord.
Elia Kazan are cele mai multe premii câștigate (patru premii din patru nominalizări). Clint Eastwood, Oliver Stone, Miloš Forman, David Lean și Martin Scorsese sunt următorii cu câte trei premii. Steven Spielberg are cele mai multe nominalizări (13) și a primit premiul de două ori. Barbra Streisand, Chloé Zhao și Jane Campion sunt singurele trei femei care au câștigat premiul. Francis Ford Coppola, Clint Eastwood și Steven Soderbergh sunt singurii regizori cu două nominalizări în același an.

## Anii 1940
- 1943 - Henry King - The Song of Bernadette
- 1944 - Leo McCarey - Going My Way
- 1945 - Billy Wilder - The Lost Weekend
- 1946 - Frank Capra - It's a Wonderful Life
- 1947 - Elia Kazan - Gentlemen's Agreement
- 1948 - John Huston - The Treasure of the Sierra Madre
- 1949 - Robert Rossen - All The King's Men

## Anii 1950
- 1950 - Billy Wilder - Sunset Boulevard
  - Joseph L. Mankiewicz - All About Eve
  - John Houston - The Asphalt Jungle
  - George Cukor - Born Yesterday
- 1951 - Laszlo Benedek - Death of a Salesman
  - Vincente Minelli - An American in Paris
  - George Stevens - A Place in the Sun
- 1952 - Cecil B. DeMille - The Greatest Show on Earth
  - Richard Fleischer - The Narrow Margin
  - John Ford - The Quiet Man
- 1953 - Fred Zinnemann - From Here to Eternity
- 1954 - Elia Kazan - On the Waterfront
- 1955 - Joshua Logan - Picnic
- 1956 - Elia Kazan - Baby Doll
  - Michael Anderson - Around the World in 80 Days
  - George Stevens - Giant
  - Vincente Minelli - Lust for Life
  - King Vidor - War and Peace
- 1957 - David Lean - The Bridge on the River Kwai
  - Sidney Lumet - 12 Angry Men
  - Fred Zinnemann - A Hatful of Rain
  - Joshua Logan - Sayonara
  - Billy Wilder - Witness for the Prosecution
- 1958 - Vincente Minelli - Gigi
  - Richard Brooks - Cat on a Hot Tin Roof
  - Stanley Kramer - The Defiant Ones
  - Robert Wise - I Want to Live!
  - Delbert Mann - Separate Tables
- 1959 - William Wyler - Ben-Hur
  - Otto Preminger - Anatomy of a Murder
  - George Stevens - The Diary of Anne Frank
  - Fred Zinnemann - The Nun's Story
  - Stanley Kramer - On the Beach

## Anii 1960
- 1960 - Jack Cardiff - Sons and Lovers
  - Billy Wilder - The Apartment
  - Richard Brooks - Elmer Gantry
  - Stanley Kubrick - Spartacus
  - Fred Zinnemann - The Sundowners
- 1961 - Stanley Kramer - Judgement at Nuremberg
  - William Wyler - The Children's Hour
  - Anthony Mann - El Cid
  - J. Lee Thompson - The Guns of Navarone
  - Jerome Robbins, Robert Wise - West Side Story
- 1962 - David Lean - Lawrence of Arabia
  - Martin Ritt - Hemingway's Adventures of a Young Man
  - Ismael Rodríguez - My Son, the Hero (Los Hermanos Del Hierro)
  - George Cukor - The Chapman Report
  - Blake Edwards - Days of Wine and Roses
  - John Huston - Freud
  - Mervyn LeRoy - Gypsy
  - Stanley Kubrick - Lolita
  - John Frankenheimer - The Manchurian Candidate
  - Morton DaCosta - The Music Man
  - Robert Mulligan - To Kill a Mockingbird
- 1963 - Elia Kazan - America, America
  - Otto Preminger - The Cardinal
  - Hall Bartlett - The Caretakers
  - Joseph L. Mankiewicz - Cleopatra
  - Robert Wise - The Haunting
  - Martin Ritt - Hud
  - George Englund - The Ugly American
  - Tony Richardson - Tom Jones
- 1964 - George Cukor - My Fair Lady
  - Peter Glenville - Becket
  - John Huston - The Night of the Iguana
  - John Frankenheimer - Seven Days in May
  - Michael Cacoyannis - Zorba the Greek
- 1965 - David Lean - Doctor Zhivago
  - William Wyler - The Collector
  - John Schlesinger - Darling
  - Guy Green - A Patch of Blue
  - Robert Wise - The Sound of Music
- 1966 - Fred Zinnemann - A Man for All Seasons
  - Lewis Gilbert - Alfie
  - Claude Lelouch - A Man and a Woman
  - Robert Wise - The Sand Pebbles
  - Mike Nichols - Who's Afraid of Virginia Woolf?
- 1967 - Mike Nichols - The Graduate
  - Arthur Penn - Bonnie and Clyde
  - Mark Rydell - The Fox
  - Stanley Kramer - Guess Who's Coming for Dinner
  - Norman Jewison - In the Heat of the Night
- 1968 - Paul Newman - Rachel, Rachel
  - Anthony Harvey - The Lion in Winter
  - Carol Reed - Oliver!
  - William Wyler - Funny Girl
  - Franco Zeffirelli - Romeo and Juliet
- 1969 - Charles Jarrott - Anne of the Thousand Days
  - Gene Kelly - Hello, Dolly!
  - John Schlesinger - Midnight Cowboy
  - Stanley Kramer - The Secret of Santa Vittoria
  - Syndey Pollack - The Shoot Horses, Don't They?

## Anii 1970
- 1970 - Arthur Hiller - Love Story
  - Bob Rafelson - Five Easy Pieces
  - Robert Altman - MASH
  - Franklin J. Schaffner  - Patton
  - Ken Russel - Women in Love
- 1971 - William Friedkin - The French Connection
  - Stanley Kubrick - A Clockwork Orange
  - Norman Jewison - Fiddler on the Roof
  - Peter Bogdanovich - The Last Picture Show
  - Robert Mulligan - Summer of '42
- 1972 - Francis Ford Coppola - The Godfather
  - Billy Wilder - Avanti!
  - Bob Fosse - Cabaret
  - John Boorman - Deliverance
  - Alfred Hitchcock - Frenzy
- 1973 - William Friedkin - The Exorcist
  - George Lucas - American Graffiti
  - Fred Zinnemann - The Day of the Jackal
  - Bernardo Bertolucci - Last Tango in Paris
  - Peter Bogdanovich - Paper Moon
- 1974 - Roman Polanski - Chinatown
  - Francis Ford Coppola - The Conversation
  - Francis Ford Coppola - The Godfather Part II
  - Bob Fosse - Lenny
  - John Cassavetes - A Woman Under the Influence
- 1975 - Milos Forman - One Flew Over the Cuckoo's Nest
  - Stanley Kubrick - Barry Lyndon
  - Sidney Lumet - Dog Day Afternoon
  - Steven Spielberg - Jaws
  - Robert Altman - Nashville
- 1976 - Sidney Lumet - Network
  - Alan J. Pakula - All the President's Men
  - Hal Ashby - Bound for Glory
  - John Schlesinger - Marathon Man
  - John G. Avildsen - Rocky
- 1977 - Herbert Ross - The Turning Point
  - Woody Allen - Annie Hall
  - Steven Spielberg - Close Encounters of the Third Kind
  - Fred Zinnemann - Julia
  - George Lucas - Star Wars Episode IV: A New Hope
- 1978 - Michael Cimino - The Deer Hunter
  - Paul Mazursky - An Unmarried Woman
  - Hal Ashby - Coming Home
  - Terrence Malick - Days of Heaven
  - Woody Allen - Interiors
  - Alan Parker - Midnight Express
- 1979 - Francis Ford Coppola - Apocalypse Now
  - Hal Ashby - Being There
  - Peter Yates - Breaking Away
  - James Bridges - The China Syndrome
  - Robert Benton - Kramer vs. Kramer

## Anii 1980
- 1980 - Robert Redford - Ordinary People
  - David Lynch - The Elephant Man
  - Martin Scorsese - Raging Bull
  - Richard Rush - The Stunt Man
  - Roman Polanski - Tess
- 1981 - Warren Beatty - Reds
  - Louis Malle - Atlantic City
  - Mark Rydell - On Golden Pond
  - Sidney Lumet - Prince of the City
  - Milos Forman - Ragtime
  - Steven Spielberg - Raiders of the Lost Ark
- 1982 - Richard Attenborough - Gandhi
  - Steven Spielberg - E.T. the Extra-Terrestrial
  - Constantin Costa-Gavras - Missing
  - Sydney Pollack - Tootsie
  - Sidney Lumet - The Verdict
- 1983 - Barbra Streisand - Yentl
  - Peter Yates - The Dresser
  - Ingmar Bergman - Fanny & Alexander
  - Mike Nichols - Silkwood
  - Bruce Beresford - Tender Mercies
  - James L. Brooks - Terms of Endearment
- 1984 - Milos Forman - Amadeus
  - Francis Ford Coppola - The Cotton Club
  - Roland Joffé - The Killing Fields
  - Sergio Leone - Once Upon a Time in America
  - David Lean - A Passage to India
- 1985 - John Huston - Prizzi's Honour
  - Richard Attenborough - A Chorus Line
  - Steven Spielberg - The Color Purple
  - Sydney Pollack - Out of Africa
  - Peter Weir - Witness
- 1986 - Oliver Stone - Platoon
  - Woody Allen - Hannah and Her Sisters
  - Roland Joffé - The Mission
  - James Ivory - A Room With a View
  - Rob Reiner - Stand by Me
- 1987 - Bernardo Bertolucci - The Last Emperor
  - James L. Brooks - Broadcast News
  - Richard Attenborough - Cry Freedom
  - Adrian Lyne - Fatal Attraction
  - John Boorman - Hope and Glory
- 1988 - Clint Eastwood - Bird
  - Fred Schepisi - A Cry in the Dark
  - Alan Parker - Mississippi Burning
  - Barry Levinson - Rain Man
  - Sidney Lumet - Running on Empty
  - Mike Nichols - Working Girl
- 1989 - Oliver Stone - Born on the Fourth of July
  - Peter Weir - Dead Poets Society
  - Spike Lee - Do the Right Thing
  - Edward Zwick - Glory
  - Rob Reiner - When Harry Met Sally

## Anii 1990
- 1990 - Kevin Costner - Dances With Wolves
  - Francis Ford Coppola - The Godfather Part III
  - Martin Scorsese - Goodfellas
  - Barbet Schroeder - Reversal of Fortune
  - Bernardo Bertolucci - The Sheltering Sky
- 1991 - Oliver Stone - JFK
  - Barry Levinson - Bugsy
  - Terry Gilliam - The Fisher King
  - Barbra Streisand - The Prince of Tides
  - Jonathan Demme - The Silence of the Lambs
- 1992 - Clint Eastwood - Unforgiven
  - Rob Reiner - A Few Good Men
  - James Ivory - Howards End
  - Robert Altman - The Player
  - Robert Redford - A River Runs Through It
- 1993 - Steven Spielberg - Schindler's List
  - Martin Scorsese - The Age of Innocence
  - Andrew Davis - The Fugitive
  - Jane Campion - The Piano
  - James Ivory - The Remains of the Day
- 1994 - Robert Zemeckis - Forrest Gump
  - Edward Zwick - Legends of the Fall
  - Oliver Stone - Natural Born Killers
  - Quentin Tarantino - Pulp Fiction
  - Robert Redford - Quiz Show
- 1995 - Mel Gibson - Braveheart
  - Rob Reiner - The American President
  - Ron Howard - Apollo 13
  - Martin Scorsese - Casino
  - Mike Figgis - Leaving Las Vegas
- 1996 - Milos Forman - The People vs. Larry Flint
  - Anthony Minghella - The English Patient
  - Alan Parker - Evita
  - Joel Coen - Fargo
  - Scott Hicks - Shine
- 1997 - James Cameron - Titanic
  - Steven Spielberg - Amistad
  - James L. Brooks - As Good As It Gets
  - Jim Sheridan - The Boxer
  - Curtis Hanson - L.A. Confidential
- 1998 - Steven Spielberg - Saving Private Ryan
  - Shekhar Kapur - Elizabeth
  - Robert Redford - The Horse Whisperer
  - John Madden - Shakespeare in Love
  - Peter Weir - The Truman Show
- 1999 - Sam Mendes - American Beauty
  - Neil Jordan - The End of the Affair
  - Norman Jewison - The Hurricane
  - Michael Mann - The Insider
  - Anthony Minghella - The Talented Mr. Ripley

## Anii 2000
- 2000 - Ang Lee - Crouching Tiger, Hidden Dragon
  - Steven Soderbergh - Erin Brockovich
  - Ridley Scott - Gladiator
  - István Szabó - Sunshine
  - Steven Soderbergh - Traffic
- 2001 - Robert Altman - Gosford Park
  - Steven Spielberg - A.I. Artificial Intelligence
  - Ron Howard - A Beautiful Mind
  - Peter Jackson - The Lord of the Rings: The Fellowship of the Ring
  - Baz Luhrmann - Moulin Rouge!
  - David Lynch - Mulholland Drive
- 2002 - Martin Scorsese - Gangs of New York
  - Alexander Payne - About Schmidt
  - Spike Jonze - Adaptation.
  - Rob Marshall - Chicago
  - Stephen Daldry - The Hours
  - Peter Jackson - The Lord of the Rings: The Two Towers
- 2003 - Peter Jackson - The Lord of the Rings: The Return of the King
  - Anthony Minghella - Cold Mountain
  - Sofia Copolla - Lost in Transition
  - Peter Weir - Master and Commander: The Far Side of the World
  - Clint Eastwood - Mystic River
- 2004 - Clint Eastwood - Million Dollar Baby
  - Martin Scorsese - The Aviator
  - Mike Nichols - Closer
  - Marc Forster - Finding Neverland
  - Alexander Payne - Sideways
- 2005 - Ang Lee - Brokeback Mountain
  - Fernando Meirelles - The Constant Gardener
  - George Clooney - Good Night, and Good Luck
  - Peter Jackson - King Kong
  - Woody Allen - Match Point
  - Steven Spielberg - Munich
- 2006 - Martin Scorsese - The Departed
  - Alejandro González Iñárritu - Babel
  - Clint Eastwood - Flags of Our Fathers
  - Clint Eastwood - Letters from Iwo Jima
  - Stephen Frears - The Queen'
- 2007 - Julian Schnabel - The Diving Bell and the Butterfly
  - Ethan Coen and Joel Coen - No Country for Old Men
  - Tim Burton - Sweeney Todd: The Demon Barber of Fleet Street
  - Ridley Scott - American Gangster
  - Joe Wright - Atonement
- 2008 - Danny Boyle - Slumdog Millionaire
  - Stephen Daldry - The Reader
  - David Fincher - The Curious Case of Benjamin Button
  - Ron Howard - Frost/Nixon
  - Sam Mendes - Revolutionary Road
- 2009 - James Cameron - Avatar
  - Kathryn Bigelow - The Hurt Locker
  - Clint Eastwood - Invictus
  - Jason Reitman - Up in the Air
  - Quentin Tarantino - Inglorious Basterds

## Anii 2010
- 2010 - David Fincher - The Social Network
  - Darren Aronofsky - The Black Swan
  - David O. Russell - The Fighter
  - Christopher Nolan - Inception
  - Tom Hooper - The King's Speech

- 2011 - Martin Scorsese - Hugo
  - Woody Allen - Midnight in Paris
  - George Clooney - The Ideas of March
  - Michel Hazanavicius - The Artist
  - Alexander Payne - The Descendants

- 2012 - Ben Affleck - Argo
  - Kathryn Bigelow - Zero Dark Thirty
  - Ang Lee - Life of Pi
  - Steven Spielberg - Lincoln
  - Quentin Tarantino - Django Unchained

- 2013 - Alfonso Cuarón - Gravity
  - Paul Greengrass - Gravity
  - Steve McQueen - 12 Years a Slave
  - David O. Russell - American Hustle
  - Alexander Payne - Nebraska

- 2014 - Richard Linklater – Boyhood
  - Wes Anderson – The Grand Budapest Hotel
  - Ava DuVernay – Selma
  - David Fincher – Gone Girl
  - Alejandro González Iñárritu – Birdman

- 2015 - Alejandro González Iñárritu – The Revenant: Legenda lui Hugh Glass
  - Todd Haynes – Carol
  - George Miller – Mad Max: Drumul furiei
  - Ridley Scott – Marțianul
  - Tom McCarthy – Spotlight

- 2016 - Damien Chazelle – La La Land
  - Mel Gibson – Hacksaw Ridge
  - Barry Jenkins – Moonlight
  - Kenneth Lonergan – Manchester by the Sea
  - Tom Ford – Nocturnal Animals

- 2017 - Guillermo del Toro – The Shape of Water
  - Ridley Scott – All the Money in the World
  - Christopher Nolan – Dunkirk
  - Steven Spielberg – The Post
  - Martin McDonagh – Three Billboards Outside Ebbing, Missouri

- 2018 - Alfonso Cuaron – Roma
  - Spike Lee – BlacKkKlansman
  - Peter Farrelly – Green Book
  - Bradley Cooper – A Star Is Born
  - Adam McKay – Vice

- 2019 — Sam Mendes — 1917
  - Bong Joon-Ho - Parasite
  - Todd Phillips - Joker
  - Martin Scorsese - The Irishman
  - Quentin Tarantino - Once Upon a Time in Hollywood

## Anii 2020
- 2020 — Chloé Zhao — Nomadland
  - David Fincher - Mank
  - Regina King - One Night in Miami
  - Emerald Fennell - Promising Young Woman
  - Aaron Sorkin - The Trial of the Chicago 7

- 2021 — Jane Campion — The Power of the Dog
  - Kenneth Branagh – Belfast
  - Denis Villeneuve – Dune
  - Maggie Gyllenhaal – The Lost Daughter
  - Steven Spielberg – West Side Story

- 2022 — Steven Spielberg — The Fabelmans
  - James Cameron	– Avatar: The Way of Water
  - Martin McDonagh – The Banshees of Inisherin
  - Baz Luhrmann – Elvis
  - Daniel Kwan și Daniel Scheinert – Everything Everywhere All at Once

- 2023 — Christopher Nolan — Oppenheimer
  - Greta Gerwig	– Barbie
  - Martin Scorsese – Killers of the Flower Moon
  - Bradley Cooper – Maestro
  - Celine Song – Past Lives
  - Yorgos Lanthimos – Poor Things

- 2024 — Brady Corbet — The Brutalist[1][2]
  - Payal Kapadia — All We Imagine as Light
  - Sean Baker — Anora
  - Edward Berger — Conclave
  - Jacques Audiard — Emilia Pérez
  - Coralie Fargeat — The Substance

## Premii multiple
4 premii
- Elia Kazan

3 premii
- Clint Eastwood
- Miloš Forman
- David Lean
- Martin Scorsese
- Steven Spielberg
- Oliver Stone

2 premii
- James Cameron
- Francis Ford Coppola
- Alfonso Cuarón
- William Friedkin
- John Huston
- Ang Lee
- Sam Mendes
- Billy Wilder
- Fred Zinnemann